# Brent Moss
Brent Moss (Racine, Wisconsin; 30 de enero de 1972-13 de noviembre de 2022) fue un jugador de fútbol americano estadounidense que jugaba en la posición de running back.

## Carrera

### Universidad
Formó parte de los Wisconsin Badgers, con los que ganó el título del Big Ten Conference y el Rose Bowl en 1993 venciendo a los UCLA Bruins, equipo ubicado en el lugar trece de la clasificación, colaborando con 153 yardas por tierra y dos touchdowns para ganar el premio MVP del partido, además de ganar el premio al jugador ofensivo del año en el Big Ten Conference ese año.
Sus números en sus cuatro años con los Wisconsin Badgers fueron:
- 1991: 219 yardas y 1 touchdown en 61 acarreos.
- 1992: 739 yardas y 9 TD en 165 acarreos.[2]
- 1993: 1,637 yardas y 16 TD en 312 acarreos.
- 1994: 833 yardas y 8 TD en 156 acarreos.

### Profesional
No fue elegido en el Draft de la NFL en 1995 pero fue reclutado para participar en los campos de entrenamiento de los Miami Dolphins, y luego de ser liberado por el equipo, firmó contrato con los St. Louis Rams, con los que sumó 90 yardas en 22 acarreos en 1995. Fue dejado en libertad durante los entrenamientos de primavera de 1996 y posteriormente formó parte del equipo de práctica de los Green Bay Packers en 1997. Luego pasó por la NFL Europa en 1997 para jugar con los Amsterdam Admirals hasta 2001, pasando a la XFL con los Memphis Maniax.
Luego de seis años inactivo, pasó a jugar con los Racine Raiders en las ligas menores.

## Problemas legales
En 1994 Moss se declara culpable de un delito menor de posesión de cocaína y fue sentenciado a dos años de libertad condicional y multado con $250. En 2005 se declaró culpable de un delito menor de posesión de cocaína, felonía, resistencia al arresto y obstrucción a un oficial de policía. En 2017 fue sentenciado a un año de cárcel y un año de libertad condicional por el cargo de posesión de cocaína, y tres años de libertad condicional por transportar más de tres gramos de heroína.